# Peet Geel
Peet Geel (* 24. November 1929; † 23. November 2017 in Roosendaal) war ein niederländischer Fußballspieler.
Geel spielte zunächst bei der SVV Schiedam. Später wechselte der Stürmer zu Sparta Rotterdam. Mit dem Verein gewann er 1958 den KNVB-Pokal. 1955 bestritt er gegen Irland ein Länderspiel für die niederländische Fußballnationalmannschaft.